# Utcubamba (província)
Utcubamba é uma província do Peru localizada na região de Amazonas. Sua capital é a cidade de Bagua Grande.

## Distritos da província
- Bagua Grande
- Cajaruro
- Cumba
- El Milagro
- Jamalca
- Lonya Grande
- Yamon